# Ichneumon haglundi
Ichneumon haglundi là một loài tò vò trong họ Ichneumonidae.